# Old Boys & Old Girls Club
Le Old Boys & Old Girls Club, plus communément appelé Old Boys, est un club uruguayen de rugby à XV situé dans le quartier Carrasco de Montevideo.
Le club a été fondé par d'anciens élèves de The British Schools of Montevideo, une école de la ville.
L'équipe première évolue en Primera División.

## Histoire
L'école The British Schools of Montevideo (en) a été fondée en 1908. Six ans plus tard en 1914, les premiers anciens élèves de l'école ont décidé de fonder un club social et sportif connu sous le nom de The Old Boys Club. Quelques années plus tard, d'anciennes élèves ont emboîté le pas et ont créé le Old Girls Club en 1937.
Après un match amical de rugby à XV contre d'anciens joueurs du Montevideo Cricket Club (en) en 1948, les Old Boys décident de créer une section de rugby. Seulement deux ans plus tard, les Old Boys remportent le tout premier titre national en 1950.
Le rugby est rapidement devenu le sport phare du club et est aujourd'hui celui pour lequel le club est le plus renommé. Le club compte parmi les plus titrés d'Uruguay en Primera División, la première division nationale.
Le principal rival des Old Boys est le Old Christians Club.

## Joueurs célèbres
- Juan Campomar
- Alphonse Cardoso
- Alejo Corral
- Joaquín Pastore
- José Malet
- Manuel Leindekar[7]
- Andrés Vilaseca[8]
- Baltazar Amaya[9]

## Palmarès
- Championnat d'Uruguay (12) :
  - 1950[10], 1957[10], 1959[10], 1962[10], 1963[10], 1964[10], 1965[10], 1967[10], 1969[10], 2010[10], 2013[10], 2021

## Club omnisports
Outre le rugby à XV, le club omnisports pratique également divers autres sports tels que la boxe, le hockey sur gazon, le football, la gymnastique, le squash et le tennis.